# LaSexta3
laSexta3 és un canal de televisió que pertany a laSexta. Va començar les seves emissions regulars l'1 de novembre de 2010. La seva oferta està basada en pel·lícules i sèries, tant de producció nacional com internacional. Des del dia 8 d'octubre i fins a l'inici de les seves emissions regulars, en aquest canal es va emetre el senyal d'EHS TV, dedicat a la televenda.
El dia 28 de febrer de 2011 laSexta3 va ser remodelada i, amb l'àlies Todo Cine, va canviar la seva programació de ficció per cinema convertint-se en el primer canal dedicat al cinema en obert en Espanya.
El 18 de desembre de 2013 el Tribunal Suprem va dictar una ordre de cessament de les emissions del canal per considerar nul·la la concessió de canals que el govern espanyol va fer el 2010 per no respectar la Llei general Audiovisual.

## Audiències
| Any  | Gener | Febrer | Març | Abril | Maig | Juny | Juliol | Agost | Setembre | Octubre | Novembre | Desembre | Mitjana anual |
| ---- | ----- | ------ | ---- | ----- | ---- | ---- | ------ | ----- | -------- | ------- | -------- | -------- | ------------- |
| 2010 | -     | -      | -    | -     | -    | -    | -      | -     | -        | -       | 0,4%**   | 0,5%     | 0,45%         |
| 2011 | 0,5%  | 0,6%   | 1,1% | 1,4%  | 1,4% | 1,5% | 1,5%   | 1,8%  | 1,7%     | 1,7%    | 1,5%     | 1,5%     | 1,4%          |
| 2012 | 1,5%  | 1,5%   | 1,2% | 1,5%  | 1,5% | 1,4% | 1,8%   | 1,9%* | 1,8%     | 1,3%    | 1,4%     | 1,5%     | 1,5%          |
| 2013 | 1,4%  | 1,4%   | 1,6% | 1,6%  | 1,5% | 1,6% | 1,6%   | 1,9%  | 1,6%     | 1,6%    | 1,6%     | 1,6%     | 1,6%          |
| 2014 | 1,7%  | 1,6%   | 1,6% | 1,6%  | 0,3% | -    | -      | -     | -        | -       | -        | -        | 0,6%          |

* Màxim històric. ** Mínim històric.
1. ↑  El 16 de setembre de 2012, la Sexta 3 va obtenir un meritori 3,2% de share, gràcies a l'emissió de les pel·lícules Robocop y Robocop 2.